# Heterosais pallidula
Heterosais pallidula är en fjärilsart som beskrevs av Richard Haensch 1903. Heterosais pallidula ingår i släktet Heterosais och familjen praktfjärilar. Inga underarter finns listade i Catalogue of Life.